# Drei (Roman)
Drei (Originaltitel: The Dark Tower II – The Drawing of the Three) ist der Titel eines im Jahre 1987 veröffentlichten Romans des Schriftstellers Stephen King und bildet den zweiten Band der achtbändigen, düsteren Fantasy-Saga, die unter dem Titel Der Dunkle Turm bekannt ist.

## Inhalt
Drei führt die Geschichte von Roland und seiner Suche nach dem Dunklen Turm nahtlos fort. Nachdem der erste Teil der Saga mit einem zehnjährigen Palaver („Unterhaltung“ in der Sprache des Revolvermanns) mit dem „Mann in Schwarz“ endete, findet sich der Revolvermann in Drei am Strand des Westlichen Meeres wieder. Hier kriechen in der Abenddämmerung todbringende Monster-Hummer aus dem Meer und verletzen Roland schwer. Der Revolvermann überlebt ihre Attacke, verliert dabei aber zwei Finger, einen Zeh und erleidet eine Blutvergiftung. Dennoch gelingt es ihm schwer erkrankt, die erste von drei Türen zu finden, die ihm der „Mann in Schwarz“ prophezeit hat.
Durch die Tür getreten, befindet Roland sich im Geist des „Gefangenen“, Eddie Dean. Dieser ist ein Junkie, der sich gerade als Drogenkurier betätigt, um Heroin für sich und seinen Bruder zu bekommen. Er lebt im New York der achtziger Jahre.
Roland stellt fest, dass er sowohl in der Lage ist, die Macht über Eddies Körper zu ergreifen, als auch dazu, Gegenstände mit in seine Welt zurückzunehmen.
So hilft er Eddie, den Zollbehörden zu entgehen, indem er das an seinem Körper versteckte Kokain in seiner Welt versteckt. Bei der Übergabe der Droge an einen New Yorker Mafioso kommt es jedoch zu Problemen, die in einer wilden Schießerei gipfeln, in der (der jetzt körperlich durch die Tür getretene) Roland und Eddie schließlich die gesamte Drogenhändlerbande töten. Eddie reißt sich vom Leichnam seines am Heroin gestorbenen Bruders los und folgt nun, da ihn nichts mehr in seiner Welt hält, Roland durch die Tür. Als sich seine Sucht wieder bemerkbar macht, schlägt Roland die Tür zu und trennt damit diese Verbindung zwischen den Welten.
Als Eddie seinen (körperlichen) Entzug hinter sich hat und Rolands Vergiftung durch ein aus Eddies Welt mitgenommenes Antibiotikum geheilt scheint, machen sich die beiden auf den Weg zur nächsten Tür. Durch diese holt Roland eine dunkelhäutige Rollstuhlfahrerin, die „Herrin der Schatten“, aus dem New York der 1960er Jahre in seine Welt. Zwei traumatische Ereignisse ihrer Vergangenheit führten dazu, dass sich ihre Persönlichkeit spaltete und nun zwei Frauen, die bösartige und verschlagene Detta, und die gutherzige und freundliche Odetta, in Odettas Körper leben.
Unmittelbar damit verbunden ist auch die dritte Tür des „Schubsers“. Während Eddie am Strand bleibt und verzweifelt nach der verschollenen Odetta sucht (alsbald stellt sich jedoch heraus, dass es Detta war, die die Flucht ergriffen hat), muss Roland erschrocken feststellen, dass er sich im Kopf eines Psychopathen, Jack Mort, befindet – irgendwo zwischen der Zeit von Odetta Holmes und Eddie Dean. Er erkennt, dass Mort derjenige war, der Odetta sowohl als 5-jähriges Kind durch einen Backsteinwurf schwer am Kopf verletzte, als auch als Erwachsene, unwissend dass es sich um dieselbe Person handelte, vor eine U-Bahn gestoßen hat und somit für ihre gespaltene Persönlichkeit und den Verlust ihrer Beine verantwortlich ist. Zudem verfolgt Mort, als Roland in seinen Geist tritt, den Jungen Jake. Roland ist einige Wochen vor Jakes Tod (den Mort also auch verursachte bzw. noch verursachen wird) in den Geist des Mörders gelangt. Er zwingt diesen zum Selbstmord. Durch diese Tat rettet Roland Jake einerseits das Leben, andererseits kann Odetta durch diesen Racheakt ihre zwei Persönlichkeiten Odetta/Detta miteinander versöhnen und trägt von da an deren zweiten Vornamen Susannah. Nun setzen Eddie, Susannah und Roland gemeinsam dessen Suche nach dem Dunklen Turm fort.